# Митът за Сизиф
„Митът за Сизиф“ (на френски: Le Mythe de Sisyphe) е есе на Албер Камю, публикувано през 1942 г. С „Чужденецът“ (l'Étranger – роман, 1942), „Калигула“ (Caligula – театрална пиеса 1944) и „Недоразумението“ (Le Malentendu) това есе е част от цикъла посветен на темата за абсурдността на съществуванието.

## Митът
С патоса на философията на екзистенциализма писателят сравнява човешкия живот с героя от древногръцката митология Сизиф и вечното започване отначало. Наказан от боговете за своята прозорливост, Сизиф е осъден вечно да бута камък до върха на скала, който всеки път се претъркулва обратно до началната изходна точка.
Камю основава разсъжденията си на многобройни философски съчинения и творчеството на романисти като Достоевски, и твърди, че животът си струва да бъде изживян въпреки неговата абсурдност.

## Бунтът
Камю отрича самоубийството и го разделя на три вида: абсурдния герой (подобен на Дон Жуан), самоубиеца и вярващия:
- Абсурдният герой се противопоставя на абсурдността в живота. Дори започва да я цени, като се стреми винаги към същия плам и страст, която го движи, както прави Дон Жуан, който търси удоволствието на първите пориви на страстта с всяка следваща жена.
- Самоубиецът не вижда никакъв смисъл в живота, нищо не го свързва с живота.
- Вярващият е подвластен на определена кауза и не се интересува от екзистенциалната същност, която тревожи толкова хора, които ѝ се противопоставят с мислите и разсъжденията си.

С тези три архетипа на човека и абсурдното битие Камю показва, че бунтът е единственият начин да се живее в един абсурден свят. Този бунт е важен сам по себе си, защитаваните каузи и позиции са по-маловажни. Камю предлага теория на страстната и съзнателна ангажираност в съответствие с политическите настроения на своето време.